# Daniel Carriço
Daniel Filipe Martins Carriço (né le 4 août 1988 à Cascais (Portugal) est un footballeur international portugais. Il joue au poste de défenseur central et milieu de terrain défensif à l'UD Almería.

## Biographie
Il est un pur produit du centre de formation du Sporting Clube de Portugal qu'il intègre en 1998 à l'âge de 10 ans.
Sa grande maturité en fait un capitaine dans les catégories de jeunes, responsabilité qu'il occupera également en équipe première.
Après avoir connu les différentes catégories de jeunes, la saison 2007-2008 sera celle du rodage pour le natif de Cascais, avec deux prêts successifs, au SC Olhanense en première partie de saison, en Chypre à l'AEL Limassol en deuxième partie de saison.
Après avoir été convoqué sans entrer en jeu plusieurs fois, il fait ses débuts tant attendus en équipe première du Sporting le 26 octobre 2008 à l'occasion d'un déplacement à Paços de Ferreira en championnat (0-0) où il dispute les 18 dernières minutes. À partir de fin novembre, il devient titulaire pour le rester jusqu'à la fin de la saison. Le 26 novembre 2008, il dispute son premier match de Ligue des Champions, contre le FC Barcelone. En tout, il disputera 28 rencontres officielles pour sa première saison dans l'équipe première, dont 26 en tant que titulaire.
Lors de sa deuxième saison (2009-2010) en équipe première, il est titulaire indiscutable, et dispute 43 matchs officiels, tous en tant que titulaire, n'étant remplacé en cours de match qu'à deux reprises. Bis repetita la saison suivante (2010-2011) avec 39 matchs officiels disputés, tous en tant que titulaire. Malheureusement, ces deux saisons sont synonyme d'échec collectif pour le Sporting qui termine 4e et 3e du championnat.
Il inscrit son premier but en match officiel le 21 septembre 2009 contre Olhanense (victoire 3-2), curieusement, contre un club où il fut prêté dans sa carrière (la saison suivante, il marqua de nouveau contre Olhanense, mais contre son camp cette fois). Son premier but européen fut marqué contre le Levski Sofia en 2010-11, son second sur la pelouse du Legia Varsovie la saison suivante.
En 2011-2012, avec un changement d'entraîneur et de nombreuses recrues, il perd son statut de titulaire indiscutable, et sa position sur le terrain, évoluant très souvent en tant que milieu de terrain défensif. Au 4 mai 2012, il avait disputé 38 matchs officiels, dont 25 en tant que titulaire.
En fin de contrat (juin 2013) et très peu utilisé en comparaison aux saisons précédentes par les entraîneurs qui se sont suivis à la tête du club lisboète, il signe, en janvier 2013, en faveur du Reading FC, alors 19e de  Premier League, pour un transfert estimé à 750 000 €. Il portera les couleurs des Royals jusqu'en 2013.
Il rejoint ensuite Séville où il  remportera trois Ligue Europa consécutives. Il est le seul joueur avec Vitolo à avoir été titulaire lors des 3 finales. Il remportera à nouveau la Ligue Europa en 2020.

## Statistiques
| Saison             | Club               | Pays           | Championnat    | Championnat | Championnat | Coupes nationales | Coupes nationales | Coupe d'Europe | Coupe d'Europe | Coupe d'Europe | Total  | Total |
| Saison             | Club               | Pays           | Division       | Matchs      | Buts        | Matchs            | Buts              | Type           | Matchs         | Buts           | Matchs | Buts  |
| ------------------ | ------------------ | -------------- | -------------- | ----------- | ----------- | ----------------- | ----------------- | -------------- | -------------- | -------------- | ------ | ----- |
| 2007 - 2008        | SC Olhanense       | Portugal       | Liga           | 8           | 0           | 1                 | 0                 | 0              | 0              | 0              | 9      | 0     |
| Total Olhanense    | Total Olhanense    |                |                | 8           | 0           | 1                 | 0                 | 0              | 0              | 0              | 9      | 0     |
| 2007 - 2008        | AEL Limassol       | Chypre         | D1             | 14          | 0           | 0                 | 0                 | 0              | 0              | 0              | 14     | 0     |
| Total AEL Limassol | Total AEL Limassol |                |                | 14          | 0           | 0                 | 0                 | 0              | 0              | 0              | 14     | 0     |
| 2008 - 2009        | Sporting CP        | Portugal       | Liga           | 22          | 0           | 4                 | 0                 | C1             | 2              | 0              | 28     | 0     |
| 2009 - 2010        | Sporting CP        | Portugal       | Liga           | 25          | 1           | 7                 | 1                 | C1+C3          | 4+8            | 0+0            | 44     | 2     |
| 2010 - 2011        | Sporting CP        | Portugal       | Liga           | 24          | 0           | 6                 | 0                 | C3             | 9              | 1              | 39     | 1     |
| 2011 - 2012        | Sporting CP        | Portugal       | Liga           | 19          | 1           | 7                 | 0                 | C3             | 13             | 1              | 39     | 2     |
| 2012 - 2013        | Sporting CP        | Portugal       | Liga           |             |             |                   |                   | C3             | 1              | 0              | 1      | 0     |
| 2013-2014          | FC Séville         | Espagne        | Liga BBVA      | 19          | 0           | 0                 | 0                 | C3             | 3              | 0              | 22     | 0     |
| 2014-2015          | FC Séville         | Espagne        | Liga BBVA      | 1           | 0           | 0                 | 0                 | C3             | 7              | 0              | 8      | 0     |
| Total Sporting     | Total Sporting     | Total Sporting | Total Sporting | 90          | 2           | 24                | 1                 | C1+C3          | 37             | 2              | 151    | 5     |
| Total carrière     | Total carrière     | Total carrière | Total carrière | 132         | 2           | 25                | 1                 | C1+C3          | 47             | 2              | 182    | 5     |

Dernière mise à jour le 31 août 2012.

## Palmarès
| Année | Titre                                  | Club        | Pays     |
| 2008  | Vainqueur de la Supercoupe du Portugal | Sporting CP | Portugal |
| 2009  | Finaliste de la Carlsberg Cup          | Sporting CP | Portugal |
| 2014  | Vainqueur de la Ligue Europa 2013-2014 | FC Séville  | Espagne  |
| 2015  | Vainqueur de la Ligue Europa 2014-2015 | FC Séville  | Espagne  |
| 2016  | Vainqueur de la Ligue Europa 2015-2016 | FC Séville  | Espagne  |
| 2020  | Vainqueur de la Ligue Europa 2029-2020 | FC Séville  | Espagne  |